# Sulimy (Giżycko)
Sulimy (deutsch Sulimmen) ist ein Dorf in der polnischen Woiwodschaft Ermland-Masuren und gehört zur Gmina Giżycko (Landgemeinde Lötzen) im Powiat Giżycki (Kreis Lötzen).

## Geographische Lage
Sulimy liegt im nördlichen Osten der Woiwodschaft Ermland-Masuren, drei Kilometer östlich der Kreisstadt Giżycko (Lötzen).

## Geschichte
Als Gründungsdatum des bis 1945 Sulimmen genannten Dorfes gilt der 28. Oktober 1563. An diesem Tag ließ Herzog Albrecht durch Georg Krösten eine Handfeste über 50 Hufen für das Dorf Sullimmen ausstellen. Es handelte sich um ein sehr langgestrecktes Dorf, das 1785 über 28 Feuerstellen, 1818 über 38 Feuerstellen bei 276 Seelen verfügte.
Am 29. März 1874 wurde Sulimmen Amtsdorf und damit namensgebend für einen neu errichteten Amtsbezirk. Er bestand bis 1945 und gehörte zum Kreis Lötzen im Regierungsbezirk Gumbinnen (1905 bis 1945: Regierungsbezirk Allenstein) in der preußischen Provinz Ostpreußen.
475 Einwohner waren im Jahre 1910 in Sulimmen gemeldet. Ihre Zahl verringerte sich bis 1933 auf 454 und belief sich 1939 aber bereits auf 496.
Aufgrund der Bestimmungen des Versailler Vertrags stimmte die Bevölkerung im Abstimmungsgebiet Allenstein, zu dem Sulimmen gehörte, am 11. Juli 1920 über die weitere staatliche Zugehörigkeit zu Ostpreußen (und damit zu Deutschland) oder den Anschluss an Polen ab. In Sulimmen stimmten 360 Einwohner für den Verbleib bei Ostpreußen, auf Polen entfielen keine Stimmen.
In Kriegsfolge kam Sulimmern 1945 mit dem gesamten südlich Ostpreußen zu Polen und trägt seither die polnische Namensform „Sulimy“. Heute ist der Ort Sitz eines Schulzenamtes (polnisch sołectwo) und eine Ortschaft im Verbund der Gmina Giżycko (Landgemeinde Lötzen) im Powiat Giżycki, vor 1998 der Woiwodschaft Suwałki, seither der Woiwodschaft Ermland-Masuren zugehörig.

### Amtsbezirk Sulimmen (1874–1945)
Zum Amtsbezirk Sulimmen gehörten anfangs sieben Dörfer, am Ende waren es noch fünf:
| Name           | Änderungsname 1938 bis 1945 | Polnischer Name | Bemerkungen                                          |
| -------------- | --------------------------- | --------------- | ---------------------------------------------------- |
| Biestern       |                             | Bystry          | 1928 in die Stadtgemeinde Lötzen eingegliedert       |
| Graywen        | Graiwen                     | Grajwo          |                                                      |
| Groß Kosuchen  | Allenbruch                  | Kożuchy Wielkie |                                                      |
| (Groß) Upalten |                             | Upałty          |                                                      |
| Kampen         |                             | Kąp             |                                                      |
| Klein Kosuchen |                             | Kożuchy Małe    | 1920 in die Landgemeinde Groß Kosuchen eingegliedert |
| Sulimmen       |                             | Sulimy          |                                                      |

Am 1. Januar 1945 gehörten noch die Orte Allenbruch, Graiwen, Kampen, Sulimmen und Upalten zum Amtsbezirk Sulimmen.

## Kirche
Sulimmen war bis 1945 in die Evangelische Pfarrkirche Lötzen in der Kirchenprovinz Ostpreußen der Kirche der Altpreußischen Union und in die Katholische Pfarrkirche St. Bruno Lötzen im Bistum Ermland eingepfarrt.
Heute gehört Sulimy zur Evangelischen Pfarrkirche in Giżycko in der Diözese Masuren der Evangelisch-Augsburgischen Kirche in Polen. Auch katholischerseits besteht die Orientierung zur Kreisstadt Giżycko im Bistum Ełk der Römisch-katholischen Kirche in Polen.

## Schule
Die Gründung einer Schule in Sulimmen vollzog sich im Jahre 1778. Sie wurde bis 1945 zweiklassig geführt.

## Persönlichkeiten
- Werner Lemke (* 3. Juli 1914 in Sulimmen † 1. September 1986 in Lübeck), ehemaliger deutscher Germanist, Altphilologe, Philosoph und Pädagoge
- Günter Lyhs (* 20. April 1934 in Sulimmen), ehemaliger deutscher Geräteturner, Olympiateilnehmer

## Verkehr
Sulimy ist von der Kreisstadt Giżycko (Lötzen) aus auf einer Nebenstraße nach Kożuchy Wielkie (Groß Kosuchen, 1938 bis 1945 Allenbruch) zu erreichen, ebenso über eine Straßenverbindung von Kruklanki (Kruglanken) direkt in den Ort. Eine Bahnanbindung besteht nicht.